# Bolitoglossa lincolni
Espèce
Synonymes
- Oedipus lincolni Stuart, 1943
- Bolitoglossa resplendens McCoy & Walker, 1966

Statut de conservation UICN

 NT  : Quasi menacé
Bolitoglossa lincolni est une espèce d'urodèles de la famille des Plethodontidae.

## Répartition
Cette espèce se rencontre au Mexique au Chiapas et dans l'Ouest du Guatemala. Elle est présente entre 2 200 et 3 000 m d'altitude.

## Description
Le mâle holotype mesure 104 mm de longueur totale dont 47 mm de queue.

## Taxinomie
Bolitoglossa resplendens a été placée en synonymie avec Bolitoglossa lincolni par Elias en 1984

## Étymologie
Cette espèce est nommée en l'honneur de Jackson Stewart Lincoln (1902-1941).

## Publication originale
- Stuart, 1943 : Taxonomic and geographic comments on Guatemalan salamanders of the genus Oedipus. Miscellaneous Publications, Museum of Zoology, University of Michigan, no 56, p. 1-33 (texte intégral).